# Терріл (Айова)
Терріл (англ. Terril) — місто (англ. city) в США, в окрузі Дікінсон штату Айова. Населення — 334 особи (2020).

## Географія
Терріл розташований за координатами 43°18′21″ пн. ш. 94°58′8″ зх. д. / 43.30583° пн. ш. 94.96889° зх. д. (43.305846, -94.968964).  За даними Бюро перепису населення США в 2010 році місто мало площу 1,41 км², уся площа — суходіл.

## Демографія
Згідно з переписом 2010 року, у місті мешкало 367 осіб у 164 домогосподарствах у складі 106 родин. Густота населення становила 260 осіб/км².  Було 178 помешкань (126/км²).
Расовий склад населення:
| - 94,8 % — білих - 1,1 % — азіатів - 0,5 % — чорних або афроамериканців - 1,6 % — осіб інших рас |

До двох чи більше рас належало 1,9 %. Частка іспаномовних становила 2,2 % від усіх жителів.
За віковим діапазоном населення розподілялося таким чином: 21,8 % — особи молодші 18 років, 62,9 % — особи у віці 18—64 років, 15,3 % — особи у віці 65 років та старші. Медіана віку мешканця становила 39,4 року. На 100 осіб жіночої статі у місті припадало 112,1 чоловіків;  на 100 жінок у віці від 18 років та старших — 108,0 чоловіків також старших 18 років.
Середній дохід на одне домашнє господарство  становив 39 810 доларів США (медіана — 35 625), а середній дохід на одну сім'ю — 50 028 доларів (медіана — 49 375). За межею бідності перебувало 9,3 % осіб, у тому числі 10,7 % дітей у віці до 18 років та 17,3 % осіб у віці 65 років та старших.
Цивільне працевлаштоване населення становило 207 осіб. Основні галузі зайнятості: виробництво — 16,4 %, освіта, охорона здоров'я та соціальна допомога — 16,4 %, роздрібна торгівля — 15,9 %.